# Os Estranguladores (filme)
Os Estranguladores, chamado também de Os Estranguladores do Rio, é um filme mudo brasileiro do gênero drama policial, dirigido e produzido por Francisco Marzullo, com Antônio Leal sendo o operador da câmera. O roteiro é baseado na peça teatral A Quadrilha da Morte, dos romancistas Rafael Pinheiro e Figueiredo Pimentel, peça que é baseada em um crime real acontecido no Rio de Janeiro. No papel dos protagonistas estavam Francisco Marzullo, o diretor, e João Barbosa, que interpretaram os criminosos Carleto e Eugenio Rocca, respectivamente.
Com a duração aproximada de 40 minutos, foi lançado em 3 de agosto de 1908 no extinto Cine Rio Palace, no Rio de Janeiro. Os Estranguladores é considerado um dos primeiros filmes brasileiros de ficção, apenas ficando atrás do filme Nhô Anastácio Chegou de Viagem, de Julio Ferrez, lançado em 19 de junho do mesmo ano. Apesar de sua importância histórica, nenhuma cópia da obra foi preservada, assim sendo considerado um filme perdido.

## Enredo
O joalheiro Jacob Fuoco comprava contrabando. Uma tarde, Carleto esteve em sua loja dizendo-lhe que "tinha algo para ele naquela noite". O velho respondeu que mandaria seu sobrinho Carluccio, gerente da casa, ver a "moamba". À hora combinada, o moço encontrou-se com os dois contrabandistas (Carleto e seu sócio Eugenio Rocca) e Jerônimo Pigatti, dono do barco que os levaria ao ponto da Guanabara em que receberiam o contrabando. Este não existia: o que o trio desejava era as chaves da joalheria, o que conseguiram matando o rapaz e jogando seu cadáver ao mar, com uma enorme pedra amarrada à cintura.
Houve uma discussão entre Rocca e Carleto; o primeiro queria abrir o ventre da vítima, para que não boiasse, ao que se opusera Carleto, que era mais humano que seu comparsa, e assim o corpo foi atirado intacto ao fundo da baía. Voltaram à Rua da Carioca, entraram na loja e iniciaram o roubo. Não contavam com a chegada inesperada do outro sobrinho de Fuoco, Paulino, que foram obrigados a matar. Por pouco não cometeram o crime perfeito: julgavam que a culpa do segundo assassinato recairia sobre o desaparecido Carluccio, mas o corpo de Carluccio boiou e os crimes foram descobertos.

### Quadros
O longa era divido em "quadros", sendo eles: Drama do crime; Na Avenida Central; Embarque na Prainha; Na Ilha dos Ferreiros; Primeiro estrangulamento; A procura da pedra; Desembarque em São Cristóvão; O assalto; Segundo estrangulamento; Divisão das jóias; A pega; O informante; Prisão do primeiro bandido; Nas matas de Jacarepaguá; Prisão do segundo bandido; Dois anos depois; Na prisão.

## Elenco
- Francisco Marzullo como Carleto
- João Barbosa como Eugenio Rocca
- João de Deus
- Eduardo Arouca
- Pedro Dias
- Antônio Serra
- Emilio Silva
- Eduardo Leite

## Produção
Com direção e produção de Francisco Marzullo, é uma produção da Photo-Cinematographia Brasileira, companhia cinematográfica que iria estar muito presente durante os primeiros anos do cinema brasileiro. Para o elenco principal, foram escolhidos os atores de teatro João Barbosa e João de Deus, sendo também protagonizado pelo diretor Francisco Marzullo. Emilio Silva, que exerceu a profissão de cenógrafo na produção, também participou do elenco. As filmagens ocorreram em vários pontos do Rio de Janeiro, como a Baía de Guanabara, a Rua da Carioca, e o Jacarepaguá.